# Александрово (Жнінський повіт)
Александрово (пол. Aleksandrowo, нім. Alexandern) — село в Польщі, у гміні Барцин Жнінського повіту Куявсько-Поморського воєводства.
Населення — 64 особи (2011).

## Демографія
Демографічна структура станом на 31 березня 2011 року:
|          | Загалом | Допрацездатний вік | Працездатний вік | Постпрацездатний вік |
| -------- | ------- | ------------------ | ---------------- | -------------------- |
| Чоловіки | 35      | 11                 | 22               | 2                    |
| Жінки    | 29      | 9                  | 15               | 5                    |
| Разом    | 64      | 20                 | 37               | 7                    |